# Metallosphaera sedula
A Metallosphaera sedula a Metallosphaera nem egy faja. Az archeák – ősbaktériumok – egysejtű, sejtmag nélküli prokarióta szervezetek. Eredetileg egy vulkáni mezőből izolálták Olaszországban. A Metallosphaera sedula durván lefordítva  “fém mobilizáló gömb”, a szó  “sedulus” azt jelenti, hogy dolgos, leírja a hatékonyságát a fémek mobilizálásában. Nagyon termoacidofil szervezet, ami szokatlanul tolerálja a nehézfémeket.

## Jelentősége
Amiatt, hogy képes oxidálni piritet (FeS2), potenciálisan felhasználható a kőszén depiritizációban. Megnövekedett tudatossággal a környezeti hatására a kőszén égetésének, a gondolata a "tiszta szén"nek megszületett. A tiszta szénnek számos fókusza van, az egyik a szennyeződések eltávolítása, például a piritben található kéné az égetés előtt. A kén égése SO2 képződéshez vezet, aminek káros egészségügyi hatásai vannak és hozzájárul a savas esőhöz. A pirit abiotikus eltávolítása a kőszénből jelenleg az előnyben részesített módszer, ellentétesen a biotikus extrakcióval mikroorganizmusokon keresztül a folyamat megvalósítható. Más organizmusokat is tanulmányoztak a kőszén depiritizációjának céljából (például Thiobacillus ferroxidans), azonban a folyamat lassabb arányban fordul elő, mint a hagyományos abiotikus eltávolítás. Termofil, tolerálja a magas hőmérsékleteket, ami eredményezi a gyorsabb kitermelési arányát, mint más élőlények, és egy erős jelölt a jövőbeli használathoz a kőszén depiritizációban.

## Genom szerkezet
Egy kör alakú kromoszómája van, ami hozzávetőlegesen 2.2 millió bázispár hosszú. Körülbelül 2300 fehérjét kódol, amelyek közül néhány szükséges a fém toleranciához és adhézióhoz. A fehérjék 35% funkciója jelenleg ismeretlen, és ez okból hipotetikus fehérjéknek hívják őket. A szekvencia összehasonlítások alapján az M. sedula a legszorosabban a Sulfolobus nem tagjaihoz kapcsolódik.

## Sejt szerkezet, életciklus és anyagcsere
Gömb alakú, nagyjából 1 um átmérőjű pilus-szerű szerkezetekkel, amik kinyúlnak a felszínéből, amikor elektron mikroszkópon keresztül nézik meg. Obligát aerob 75C-nál és 2.0 pH-nál nő a legjobban. A magas szintű fiziológiai sokféleség kiszorítja a viszonylag egyedülálló extremofilek közé. Képes heterotróf módon nőni komplex szerves molekulák használatával (a cukrok kivételével), autotróf módon nőni szén-dioxid megkötésével H2 jelenlétében egy javasolt módosított 3-hidroxi-propionát cikluson keresztül, és a legmagasabb növekedési aránya akkor látható, amikor mixotróf módon nő kazaminsavakon és fém-szulfidokon. Amikor H2 jelenlétében nő, képes a rezet kilúgozni a kalkopiritből (CuFeS2) redukálva.

## Ökológia és patogenezis
Megtalálható kénben gazdag melegforrásokban, vulkanikus mezőkön és savas bányavíz közösségekben. Ezeket a közösségeket nagy fémion koncentráció jellemzi, alacsony pH és magas hőmérséklet.
Bár a pirit oldódása a savas bányavízben egy természetes folyamat, acidofilek jelenléte felgyorsítja például az M. sedula, ami megtalálható ezekben a környezetekben. A savas bányavíz közösségeket mikroorganizmusok változatos összetétele jellemzi, amik betöltik az elérhető nicheket függve a hőmérséklet, fém rezisztancia és pH toleranciájuktól. Ezek a közösségek megjelenítenek egy komplex szimbiózist a kén, vas, szén és a nitrogén biogeokémiai ciklusain keresztül. Magas hőmérsékleteknél az M. sedula betölti a vas, és kén oxidáló nichet, egy szerep amit betöltenek más acidofilek, például a mezofil Ferroplasma és Leptospirillum alacsonyabb hőmérsékleteken.